# Cuaenlairat del miombo
El cuaenlairat del miombo (Cercotrichas barbata; syn. Tychaedon barbata) és una espècie d'ocell de la família dels muscicàpids (Muscicapidae). Es troba en els boscos tropicals secs i sabanes arbolades, com el miombo, de la regió compresa entre el sud d'Àfrica central i el nord de l'Àfrica austral. La seva distribució es dona en els següents països: Angola, Burundi, Malawi, Moçambic, el sud de la República Democràtica del Congo, Tanzània i Zàmbia.El seu estat de conservació es considera de risc mínim.
Segons la classificació del Congrés Ornitològic Internacional (versió 11.2, juliol 2021) aquesta espècie pertany al gènere Cercotrichas. Tanmateix, per al Handook of the Birds of the World i la quarta versió de la BirdLife International Checklist of the birds of the world (desembre 2019), aquesta espècie hauria de ser classificada dins del gènere Tychaedon.